# Pio Ospedale della Pietà
A Pio Ospedale della Piet kolostor, árvaház és konzervatórium volt Velencében, jelenleg Santa Maria della Pietà (tartományi gyermekintézet) néven ismert. A 17. és a 18. század zenetanárai között voltak olyan mesterek, mint Antonio Vivaldi és Francesco Gasparini.

## Alapítása
Az Antico Spedale della Pietàt Velencében 1346-ban alapították a velencei szenátus rendeletével.
Már 1335-ben Assisi Fra' Petruccio észrevette, hogy a szegénység vagy születésük törvénytelensége miatt az utcákon elhagyott gyermekek száma folyamatosan nőtt, és arra gondolt, hogy jámbor ispotályt hoz létre fogadásukra és oktatásukra. Az elhagyott gyermekek számára alamizsnát gyűjtött a városban, Fra' Petruccio „könyörületet, irgalmat!” (pietà, pietà!) kérve járt körbe, így örökre meghatározta az intézet nevét.
Kezdetben az intézet szélén – de alig látható helyen – az ún. scaffettában, egy meglehetősen kis méretű fülkében történtek az elhagyások, amelyekbe esetenként, akár erőszakkal is betuszkolták a nagyobb gyerekeket, mivel az csak újszülöttek számára készült, de valójában bármely korú gyermeket szeretettel fogadott. Ma már nyoma sincs a helynek, ahol a fülke volt.

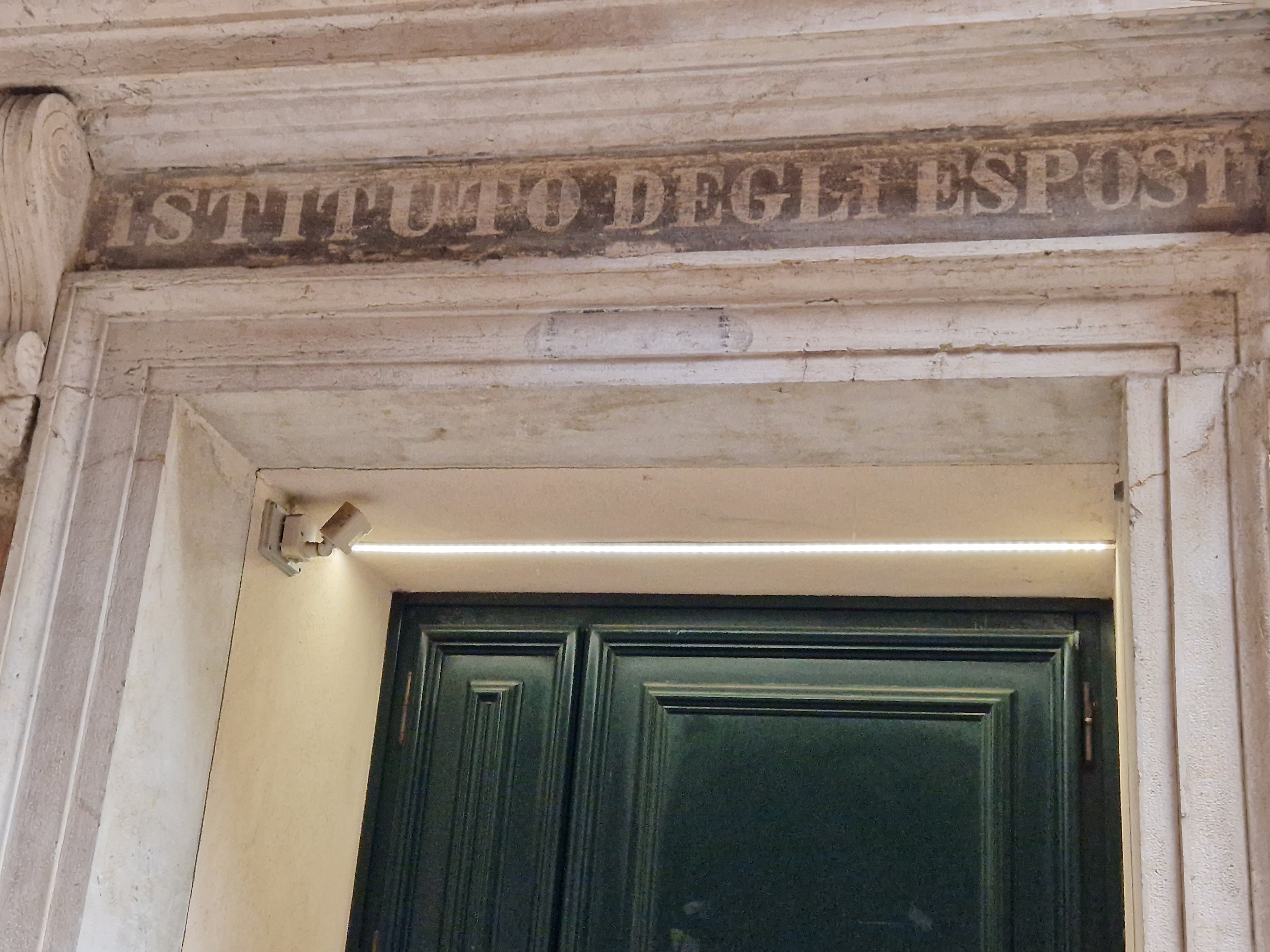
Az ajtó, amely mögött az átadókerék volt

Ezt követően, az 1800-as évek elején a scaffettát felváltotta az átadókerék (ruota degli exposito), egy belül üreges, függőleges tengely körül forgó fahenger. Tekintettel a méreteire, amelyek minden bizonnyal nagyobbak voltak, mint a scottáéi, lehetővé téve nagyobb gyermekek, nem csak a csecsemők behelyezését is. Ma ennek sincs már nyoma, de joggal feltételezhető, hogy a közszemlére nem túlzottan kitett Bechi híd közelében lehetett.
A velencei köztársasági törvényszék ismételt rendeletekkel járult hozzá a vállalkozás egyre nagyobb sikeréhez. A velencei dózse mecenatúrája a karitatív tevékenysége a jámbor jótevők adományai és hagyatékai ellenére az intézmény egyre súlyosabbá váló szükségleteinek gyakori és nélkülözhetetlen segélyezéséhez vezetett.
Folytatva a jótékonykodást az egyre nagyobb számú elhagyott gyermekekkel, egyre nagyobb szükség volt új épületekre a gyermekek menedékhelye és gondozása céljából; 1388 és 1493 között számos bővítést hajtottak végre, amit 1515-ben egy újabb bővítés követett, aminek következtében az ingatlanok egészen a Riva degli Schiavoniig, a Canal grandéig terjedtek.
A következő évszázadokban is folyamatos terjeszkedés zajlott, amelyből egy épületegyüttes alakult ki, amely máig fennmaradt;egy 18. századi rajzból rekonstruálható, hogy az ingatlanok a Ponte della Pietàtól a mai templomot a jelenlegi Hotel Metropole szállodától elválasztó utcáig terjedtek.

## Élet a Pietàban
Az intézetet, amely szeretettel fogadta a törvénytelen gyermekeket, valamint a nagyon szegény családok vagy a szoptatásra képtelen anyák gyermekeit; orvosigazgató irányította. A Suore di Carità azonban a nővérek erkölcsi és gazdasági gondozására bízta, az összesen tíz fővel, akiket az Intézet támogat és fizet.
Az elhagyott csecsemő nyakába számozott táblát helyeztek megkülönböztetésül, beadáskori ruházatát egy külön könyvben rögzítettek, amelyben az elhagyás részleteit is feljegyezték; furcsa és megalázó családnevüket a 18. század végén észszerű és olyan tisztességes névre cserélték, mint pl. della Pietà di Venezia, del Luogo Pio di Venezia, Piovezan.
Külön szokás volt, hogy az anyák egy tárgy felét az elhagyott újszülöttnél hagyták; a másik részt az anyák megtartották a „hozzátartozás” bizonyítékaként, a viszontlátás reményében. A Pietà történelmi archívumában ezért a „felismerés jeleinek” hatalmas gyűjteménye található, amelyek konkrétan játékkártyák, érmék, feszületek vagy egyszerű furcsa formájú papírdarabok. Néha találkozunk fülbevalókkal, változatos formájú ékszerekkel, faragott, majd kettészakított fatárgyakkal is. A „registro scaffetta”, később a „registro ruota” (kerékregiszter) ezeket az adatokat is rögzítette: Adì 15 detto hore 14 circa Prudencia nascente con fasse due polana rossa romanete d'argento falso fiocheto con merlo e canora merlo vecchio agnus deo con cordelina latesina». (A 15-én 14 óra körül született Prudencia, piros rékliben, két hamis római ezüstpénzzel, régi hímzésen Isten Báránya, oldalt zsinórral) A jelzést ezután egy papírdarab kísérte, amelyen néhány sor elmagyarázta az elhagyás körülményeit, felkérve az Intézetet a csecsemő gondozására, vagy egyszerűen csak a gyermek keresztnevének megjelölésével.
A visszaszolgáltatás esetében, amely a felismerési jel mellett sokkal komolyabb és bonyolultabb közjegyzői eljárással járt, az anya nem mindig érkezett meg időben: az igen magas csecsemőhalandóság miatt előfordulhatott, hogy a gyermek időközben már meghalt.
A Pietàt kegyes velencei polgárok irányították, de az intézet vezetésében részt vettek a „Comun lányai”, akik selyemmel, fonással, varrással, takarítással és főzéssel foglalkoztak. Jelentősebb szerep jutott a „Choro lányainak”, akik híres mesterek vezényletével játszottak és énekeltek. A fiúk viszont különféle kézműves mesterségeket tanultak, így kőfaragók, takácsok, cipészek és fegyverkovácsok lettek. Nehéz időkben a gyerekeket vidékre küldték, és parasztcsaládokra bízták, akik pénzbeli ellentételezést kaptak, hogy a falu plébánosának felügyelete alatt tartsák és neveljék őket.

## A Choro leányai
A zenészeket a „Choro leányai”-nak nevezték. Körülbelül hatvanan voltak, de csak a felük játszott vagy énekelt a templomi kórusok korlátozott terében. A leányoknak nem volt vezetéknevük, hangfekvésük vagy hangszerük alapján azonosították őket. A lányok életkora 11 és 70 év között volt; tevékenységük nemcsak a zenére korlátozódtak, hanem más, a Comun lányainál nagyobb jelentőségű feladataik is voltak (például a sebész segítése, ápolónői vagy gyógyszerészi munka, de az élelmiszerkamráért is ők feleltek).
Továbbá zenét taníthattak azoknak a lányoknak, akiket Európa különböző pontjairól küldtek a Pietàba, hogy elsajátítsák a zeneművészetet. Ezeket a lányokat „Figlie in Educazioné”-nak hívták: kétévesen bekerültek az intézetbe, és 16 éves korukig ott maradhattak.
A Choro leányai kiváltságos bánásmódban részesültek a Comun leányaihoz képest: valójában jobb és bőségesebb táplálékot élvezhettek, és gyakran jártak a kormányzói családokhoz, hogy helyreállítsák egészségüket. Csak néhányuknak sikerült férjhez mennie, a többiek az Intézetben töltötték egész életüket; a házasok azonban már nem gyakorolhatták a zenészi hivatást.

## Antonio Vivaldi és a zene a Pietàban

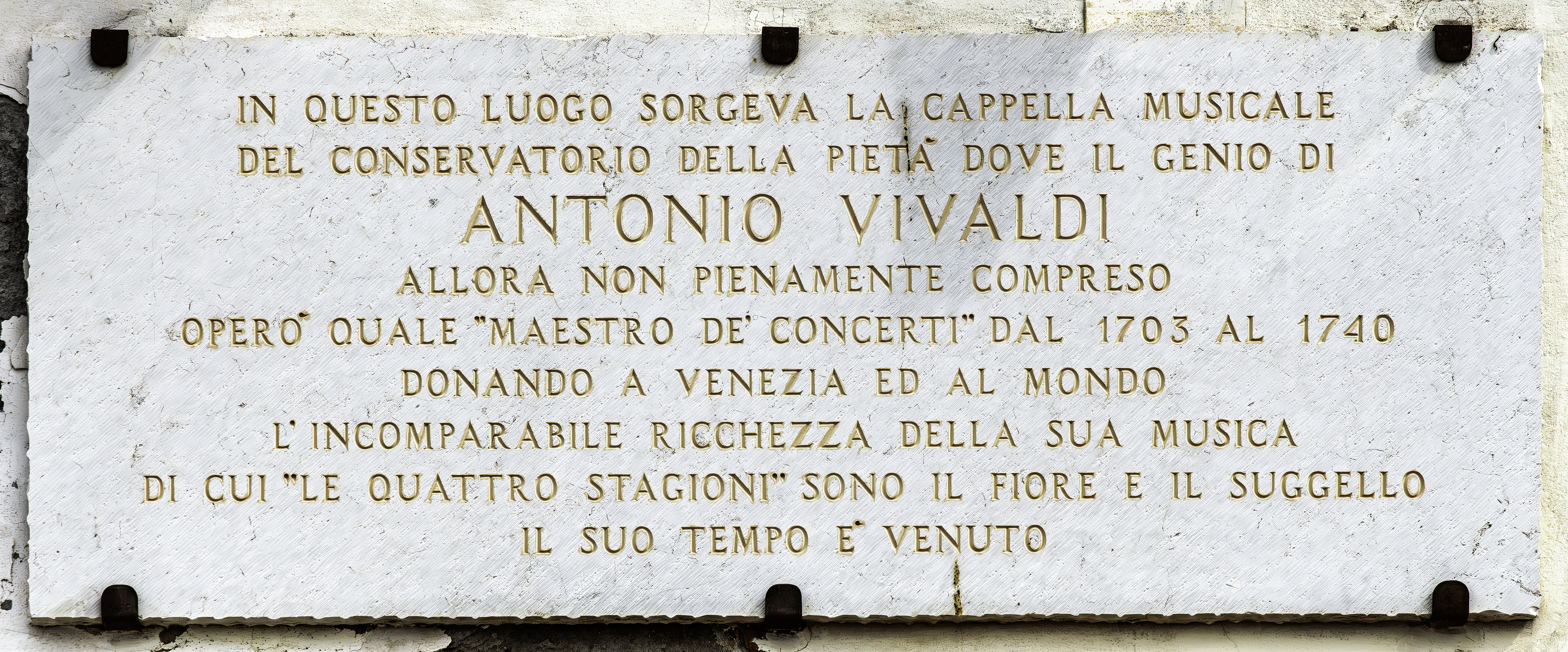
Az Antonio Vivaldinak szentelt emléktábla

A Pietà zenéje mindenekelőtt szakrális zene volt, amelyet nagy mesterek, például Francesco Gasparini vagy Antonio Vivaldi komponáltak a Choro leányai számára. Néha azonban, amint az archívumból kiderül, maguk a lányok komponálták az általuk játszott zenét. Vivaldi (1678–1741) csaknem négy évtizeden át élt és dolgozott a Pietàban, 1704 és 1740 között.
Zenéjének kézirataihoz mindig mellékelték a zenét előadó lányok nevét, hiszen zenei szakterületük alapján azonosították őket. Az első kompozíciót, amelyet Vivaldi a Pietához írt, Drezdában őrzik, 1704 és 1709 között íródott: ez egy Szonáta oboára, hegedűre, zsoltárra és orgonára (RV779), Oboás Pelegrinának, Contraltós Prudenzának, Brácsás Candidának és Orgonás Luciettának ajánlva.

## Híres tanárok
- Antonio Gualtieri(wd), 1649-ig
- Carlo Fedeli(wd), 1662–1672 Maestro di strumenti
- Johann Rosenmüller, 1678 és 1682 között az Ospedale házi zeneszerzője
- Francesco Gasparini, 1701–1713 Maestro di coro
- Antonio Vivaldi, 1703–1738 (szakaszosakkal), először mint Maestro di violino, 1716-tól Maestro di concerto
- Antonio Vandini(wd), 1720–1721 Maestro di violoncello[2]
- Carlo Luigi Pietragrua(wd), 1719–1726, Maestro di coro
- Giovanni Porta(wd), 1726–1737 Maestro di coro
- Nicola Porpora, 1742–1744 Maestro di coro
- Andrea Bernasconi(wd), 1744–1753 Maestro di coro
- Gaetano Latilla(wd), 1754–66 Maestro di coro[3]
- Bonaventura Furlanetto(wd), 1768–1817 Maestro di coro

## Fordítás
- Ez a szócikk részben vagy egészben  a   Pio Ospedale della Pietà című olasz Wikipédia-szócikk ezen változatának fordításán alapul.  Az eredeti cikk szerkesztőit annak laptörténete sorolja fel. Ez a jelzés csupán a megfogalmazás eredetét és a szerzői jogokat jelzi, nem szolgál a cikkben szereplő információk forrásmegjelöléseként.

## Bibliográfia
- La Pietà a Venezia. Arte, musica e cura dell'infanzia fra tradizione ed innovazione. Venezia: Istituto Provinciale per l'Infanzia Santa Maria della Pietà (2009). ISBN 978-88-903798-0-2
- L'attività musicale negli Ospedali di Venezia nel Settecento. Firenze: Olschki (2006). ISBN 88-222-5559-3
- Guida al Piccolo Museo Antonio Vivaldi (2004)
- Jane L. Baldauf-Berdes: Women Musicians of Venice. Musical Foundations, 1525–1855. Rev. ed. Oxford 1996. ISBN 0-19-816604-4